# Aldeanueva de la Vera
Aldeanueva de la Vera es un municipio y localidad española de la provincia de Cáceres, en la comunidad autónoma de Extremadura. Pertenece a la mancomunidad de La Vera , cuenta con una población de 1997 habitantes (INE 2024).Se sitúa a la falda de la sierra; entre la de Tormantos y Jaranda o Peña Negra, y en una ladera a 300 pasos de la garganta Horcajo. El término municipal linda, entre otros municipios, con Garganta la Olla, Cuacos de Yuste, El Guijo de Santa Bárbara y Jarandilla de la Vera. Fundada en la Edad Media como aldea de Plasencia, en 1802 se le concedió el título de villa.

## Símbolos
El escudo de Aldeanueva fue aprobado mediante la "Orden de 22 de mayo de 1986, de la Consejería de la Presidencia y Trabajo, por la que se aprueba el Escudo Heráldico Municipal, para el Ayuntamiento de Aldeanueva de la Vera (Cáceres)", publicado en el Diario Oficial de Extremadura el 17 de junio de 1986, luego de haber sido aprobado el escudo por el ayuntamiento el 15 de noviembre de 1985 y haber recibido informe favorable de la Real Academia de la Historia el 25 de abril de 1986. El escudo se define así:

Escudo cortado: 1.°, de plata, una torre almenada y donjonada de un donjón, mazonada de sable y aclarada de gules; acompañada de un pino arrancado de sinople, a la diestra, y de un castaño, también de sinople, a la siniestra. 2.°, jaquelado de quince puntos, ocho de oro y siete de azur. Lema «CAROLUS IV, 1802». Al timbre, corona real cerrada.

## Geografía

### Localización
El término municipal de Aldeanueva de la Vera limita con:
- Jerte al norte;
- Tornavacas al noreste;
- Guijo de Santa Bárbara y Jarandilla de la Vera al este;
- Cuacos de Yuste al sur;
- Garganta la Olla al oeste.

### Hidrografía
La red hidrográfica del término municipal está formada por torrentes de agua, en forma de gargantas, entre las que destacan la Garganta de San Gregorio y la Garganta de los Guachos. Son también notables las del Yedrón y los Horcajos.

### Clima
Cabe destacar que es una localidad relativamente lluviosa a causa del efecto foehn.

## Historia
No solo hay castros vetones, sino que además está localizada una villa romana, en el paraje de San Gil que se continuó con un poblado de época visigoda. En dicho paraje se han encontrado importantes restos funerarios de época romana. También se encuentra una necrópolis visigoda en la que había un sarcófago labrado en granito, que la desidia por parte de las autoridades municipales y la barbarie por parte de otros redujeron a pedazos no hace muchos años.
Aldeanueva es como otros pueblos de la zona, de fundación medieval, ignorándose el año exacto. La región fue reconquistada en algún momento de finales del siglo XII, por el rey de Castilla Alfonso VIII. Formaba parte de lo que se conocía como el Sexmo de la Vera, asociación de pueblos para la administración común de bienes, que fue asignado a la ciudad de Plasencia. Compró su independencia jurídica en virtud de real cédula el 28 de septiembre de 1802, expedida por Carlos IV (con la consiguiente elevación de la picota, primera que fue en madera y que se ha perdido). Dicho rey también les concedió la Dehesa de Mesillas formada por 1500 hectáreas que pertenece al pueblo aunque se sitúa en el término municipal de Collado.

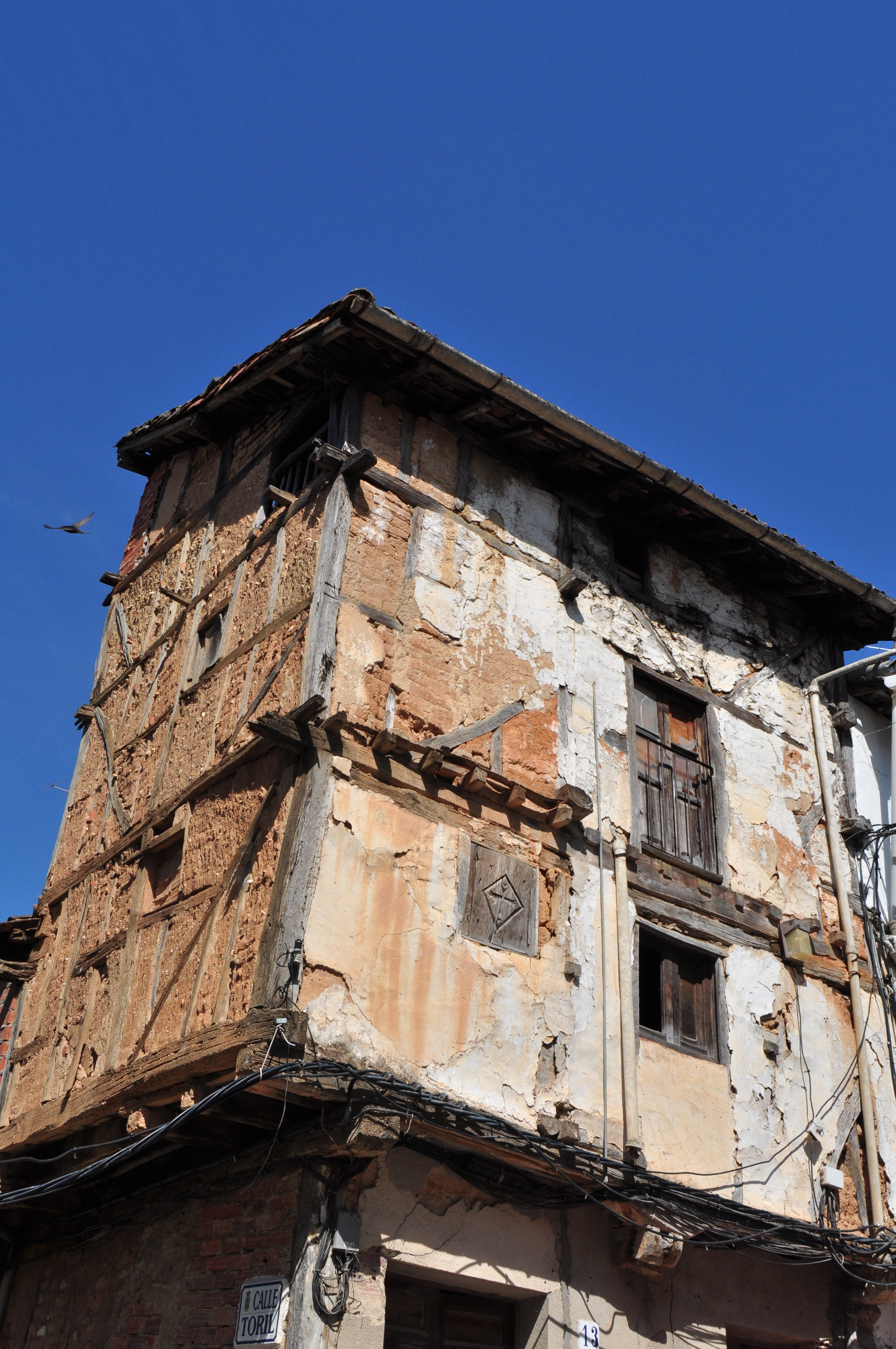
Viviendas en la localidad

La población se debió constituir principalmente por los antiguos pobladores de la zona y repobladores del reino de Castilla.Este pueblo fue repoblado por gentes del Campo Arañuelo, que buscaban en las Sierras de Tormantos pastos para sus ganados en verano. Es de destacar que hasta principios del siglo XX, muchos abulenses han pasado a establecerse en la localidad. 
A la caída del Antiguo Régimen la localidad se constituyó en municipio constitucional en la región de Extremadura y desde 1834 quedó integrado en partido judicial de Jarandilla que en el censo de 1842 contaba con 440 hogares y 2410 vecinos.
La Desamortización de Madoz hizo particulares los antiguos baldíos de la Sierra y de las Pájaras.
El núcleo según el Diccionario histórico-geográfico de Extremadura, de Pascual Madoz 1846, a mediados del siglo XIX, estaba poblado por 2410 en 1842 y 1946 en 1857.
No parece que fuera especialmente dañada durante la Guerra de independencia, aunque se rebeló contra las tropas de Napoleón. En las guerras carlistas fue acometida dos veces por los partidarios del pretendiente, en la primera no resultó dañada mientras que en la segunda derrotó y puso en fuga a las tropas carlistas, único pueblo de La Vera que lo hizo. Se dio el caso, que un vecino de la localidad mató al asistente del general carlista que dirigía las tropas, golpeándole la cabeza contra un pilón en Jerte. 
Durante la guerra civil, la población cayó bajo el control del bando nacional. En la plaza de los toros se produjeron enfrentamientos armados entre ambos bandos, que concluyeron con varias muertes. Posteriormente se dieron enfrentamientos relacionados con la lucha del maquis.
En los años 1960 comenzó a perder población, no obstante, el proceso se frenó en los años 1980, gracias a la explotación del tabaco y a la producción de pimentón. En este sentido, es uno de los mayores productores de tabaco del país. Respecto a su pimentón, producido desde al menos hace dos siglos (ya se cita en Madoz, 1846), está entre los de mayor calidad de la Vera, conservando toda la tradición artesana del secado a humo de encina y roble, y posee una fragancia y color que lo hace inconfundible.

## Demografía
Aldeanueva de la Vera cuenta con una población de 1997 habitantes (INE 2024).
| Gráfica de evolución demográfica de Aldeanueva de la Vera entre 1842 y 2021                                         |
| |
| Población de derecho según los censos de población del INE Población de hecho según los censos de población del INE |

## Administración y política

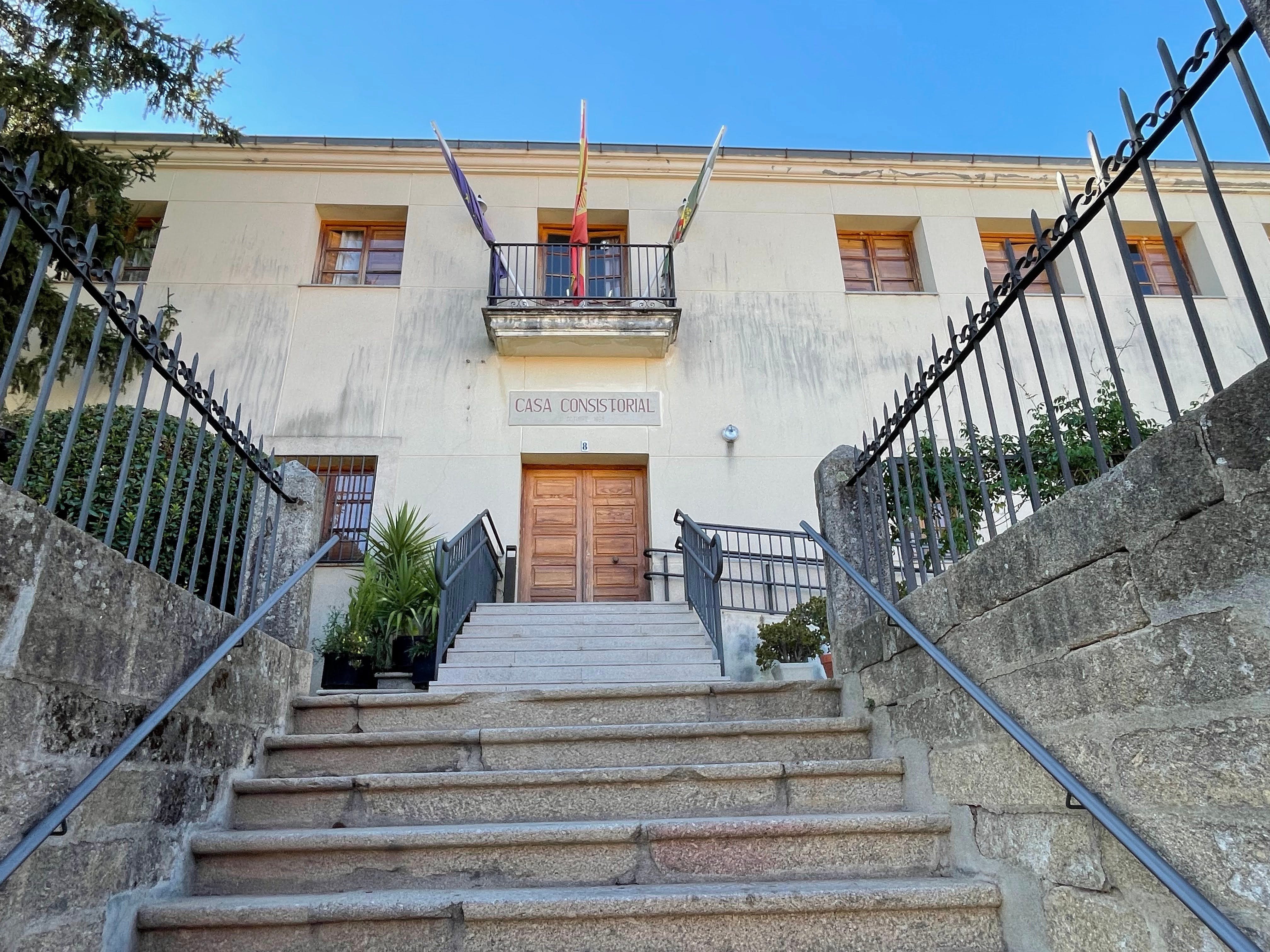
Ayuntamiento de Aldeanueva de la Vera (Cáceres)

| Periodo   | Nombre                                                    | Partido  |
| --------- | --------------------------------------------------------- | -------- |
| 1979-1983 | Leandro Santos (hasta 1980) Bernardino López (desde 1980) | PSOE UCD |
| 1983-1987 | Antonio Castaño Veliz                                     | PSOE     |
| 1987-1991 | Antonio Castaño Veliz                                     | PSOE     |
| 1991-1995 | María Soledad García Rubio                                | PP       |
| 1995-1999 | María Soledad García Rubio                                | PP       |
| 1999-2003 | José Antonio Gargantilla                                  | PSOE     |
| 2003-2007 | José Antonio Gargantilla                                  | PSOE     |
| 2007-2011 | Raúl Amor                                                 | PP-EU    |
| 2011-2015 | Raúl Amor                                                 | PP-EU    |
| 2015-2019 | Francisco Javier García Béjar                             | PSOE     |
| 2019-2023 | Francisco Javier García Béjar                             | PSOE     |

## Transportes
La villa está atravesada de suroeste a noreste por la carretera autonómica EX-203, que une Plasencia con la provincia de Ávila pasando por la mayoría de los municipios de la mancomunidad de La Vera.

## Servicios públicos

### Educación
En la villa hay un colegio público de infantil y primaria, el CEIP Santísimo Cristo de la Salud. La educación secundaria se estudia en el IES Jaranda de Jarandilla de la Vera.

### Sanidad
En sanidad pública, cuenta con un consultorio de atención primaria. En sanidad privada, en 2013 había una clínica dental registrada en el municipio.

## Patrimonio

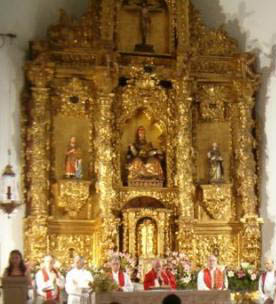
Retablo mayor de la iglesia de San Pedro.

### 
- Iglesia parroquial de San Pedro Apóstol, iglesia parroquial católica bajo la advocación de San Pedro Apóstol, en la Archidiócesis de Mérida-Badajoz, Diócesis de Plasencia, arciprestazgo de Jaraíz de la Vera,[20] reconstruida en el siglo XV y siglo XVI, tiene un ábside semicircular del siglo XIV y un museo parroquial;
- Ermita de San Miguel;
- Ermita del Cristo de la Pasión;
- Ermita del Cristo de la Salud;

### Convento de Santa Catalina de Siena
Fue un convento de dominicos, confesores de Felipe II, en ruinas, a 2 km hacia Jarandilla de la Vera. Tras la desamortización de 1835 fue definitivamente abandonado.
El convento de Santa Catalina se encuentra, al igual que otros monasterios y conventos de la zona, derruido, efecto de las desamortizaciones del siglo XIX. Se fundó en 1445 por un grupo de diez caballeros y un sacerdote que se retiraron a hacer vida de oración, al lado de una ermita que se encontraba en dicho lugar. Alcanzó fama y terminaron tomando sus riendas los frailes dominicos. En dicho monasterio se albergó el Cardenal Bartolomé de Carranza cuando se trasladó en 1558 a los funerales de Carlos V. Fue centro cultural y nexo entre la zona y la Universidad de Salamanca (de la que se puede decir sin errar que durante casi tres siglos estuvo en las manos de los dominicos).No hay evidencia documental de que Pedro de Godoy, natural de Aldeanueva, estuviera en Santa Catalina de Siena.

### Otros monumentos

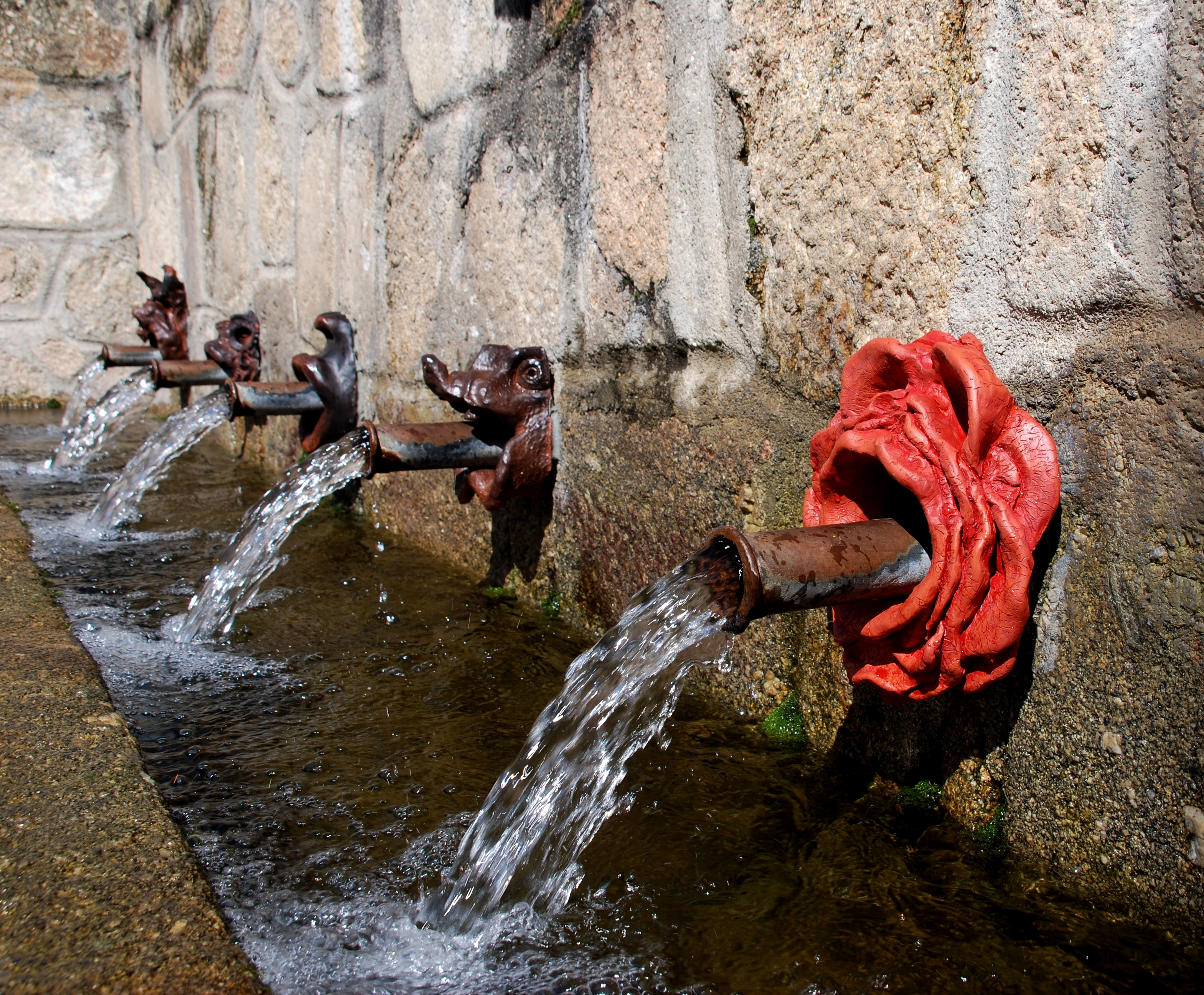
Fuente de los ocho caños en Aldeanueva de la Vera decorado con gárgolas en 2016 de studio Jan Russ.

- Plaza de los toros, lugar del municipio donde se realizan las corridas de toros, las fiestas taurinas suelen ser en el segundo cristo de Aldeanueva.;
- Puente romano, en la garganta de San Gregorio;
- Casa del obispo Godoy, obispo de Osma y Sigüenza;
- Fuente de Boticario;
- Fuente de San Miguel;
- Fuente de los 8 caños;
- Castro vetón, en el cerro Castillejos.

## Patrimonio cultural inmaterial

### Festividades
- El Cristo del sepulcro (lunes de Pentecostés);
- El Cristo de la Salud (del 16 al 19 de julio);
- La Viva-viva (7 de diciembre).

Es de destacar además, el baile de los danzantes que tiene lugar en las fiestas de ambos Cristos, y que destaca por el choque de palos y el baile de cintas.
Otra fiesta de interés, la Viva-viva, que se celebra con hogueras, en origen estaría relacionada con el cambio del solsticio, aunque hoy por hoy no coincide en fecha (pues debía celebrarse el 22 de diciembre).

### Tradiciones
Leyendas
Lo primero que hay que destacar es el origen del curioso apelativo de los habitantes de la localidad: Pencones. La tradición dice que cuando Carlos V, aquejado de gota, era trasladado por las sierras a su retiro de Yuste, unos vecinos del lugar se ofrecieron a cargarlo, llevándolo hasta Cuacos con tal cuidado que el emperador quedó gratamente sorprendido. Al ofrecer pago por el trabajo, los lugareños lo rechazaron afirmando que ya había sido pago suficiente el honor de llevarlo en andas. El emperador insistió, hasta que le dijeron que se conformaban con un penco de vino (tipo de jarra). Al emperador le hizo gracia la ocurrencia y aparte de concederles lo que pedían, paso a llamarlos cariñosamente “los del penco”, quedando bautizados desde entonces con dicho apodo.
Hay una bonita leyenda sobre la imagen del Cristo del Sepulcro. Según se cuenta, el escultor que planificaba hacer la imagen se fijó en un naranjo de buen porte y le pidió al dueño que le vendiera el árbol para hacer con él la imagen. El dueño se negó, justificándose en las magníficas naranjas que este árbol daba. Al día siguiente, el árbol apareció seco y ya sin justificante lo terminó vendiendo. Nada más cortarlo, una mujer que se encontraba enferma y salió de casa a tomar el sol, se sentó en el tronco curando milagrosamente de su dolencia. Desde entonces son muchos los milagros que se atribuyen a dicha imagen.
Otro hecho curioso hace referencia a la Ermita de San Gil, hoy lamentablemente destruida. Los terrenos, que ocupaba la Ermita estaban en la linde entre Aldeanueva y Cuacos y no se ponían ambos Ayuntamientos de acuerdo respecto la posesión. Al final se llegó al acuerdo que los terrenos se quedaban para Aldeanueva, pero los de Cuacos, por lo que se ve más piadosos, se quedaban con la ermita e imagen de San Gil.

### Gastronomía

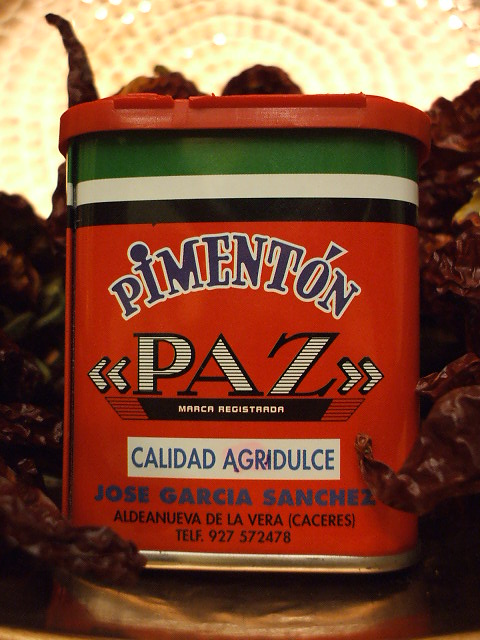
Pimentón de la Vera.

- Pimentón de la Vera;
- Migas veratas;
- Caldereta de cabrito;
- Sopas de tomate;
- Patateras;
- Cortezas adobadas;
- Patas de cabrito;
- Pruebas de cerdo;
- Morcillas calabaceras;
- Tasajos;
- Chorizo;
- Lomos;
- Sopa de patatas;
- Alfajores (en Navidad);
- Hornazos (en Semana Santa);
- Bollas (en Semana Santa).